# Фостиков, Михаил Архипович
Михаи́л Архи́пович Фо́стиков (25 августа (6 сентября) 1886, ст. Баталпашинская, Кубанская область, Российская империя — 29 июля 1966, Белград, СФРЮ) — русский военачальник, участник Гражданской войны, генерал-лейтенант.

## Биография
Сын вахмистра Баталпашинской станицы Кубанского казачьего войска. Окончил Ставропольскую гимназию.
В 1907 году окончил Алексеевское военное училище. Выпущен хорунжим в Лабинский 1-й казачий полк ККВ.
В 1909-1912 годах принимал участие в военной казачьей экспедиции в Персии. В 1914—1917 — сотник. В должности полкового адъютанта воевал в рядах полка на Кавказском фронте. С 1915 командир сотни Ставропольского (4-го Сводно-Кубанского) полка. Подъесаул с 1 августа 1915.
В 1917 году окончил ускоренные курсы Николаевской военной академии.
С 30 октября 1917 — войсковой старшина в Сводно-Кубанской казачьей дивизии. Летом 1918 выступил против Северо-Кавказской Советской республики.
В июне 1918 сформировал 1-й Кубанский казачий полк, вошедший в отряд полковника А. Г. Шкуро. После соединения с Добровольческой армией влился в состав 2-й Кубанской казачьей дивизии полковника С. Г. Улагая. С июня 1918 — полковник (за участие в боях за Ставрополь), командир бригады 2-й Кубанской казачьей дивизии.
6 мая 1919 в составе 1-й конной дивизии генерала П. Н. Шатилова отличился в сражении на Маныче и взятии станицы Великокняжеской. Произведён в генерал-майоры (по представлению генерала П. Н. Врангеля).
Летом 1919 года участвовал в боях под Царицыном. В июле 1919 — начальник 2-й Кубанской казачьей дивизии во 2-м Кубанском корпусе генерала С. Г. Улагая. Осенью 1919 — в составе Добровольческой армии участвовал в боях под Харьковом и на Донбассе. В октябре 1919 принял командование бригадой, в которую была сведена конная группа генерала Улагая. В декабре 1919 соединился с 4-м Донским корпусом в районе Ровенки.
С декабря 1919 начальник 2-й Кубанской казачьей дивизии.
9 февраля 1920 тяжело ранен в бою у села Красная Поляна Ставропольской губернии, эвакуирован в свою родную станицу. В марте 1920, будучи отрезан от Кубанской армии, ушёл с небольшим отрядом в горные станицы.
Летом 1920 года организовал «Армию Возрождения России» из нескольких тысяч казаков, бежавших от красного террора, и занял ряд станиц Баталпашинского отдела (Удобную, Передовую, Зеленчукскую и др). К моменту Улагаевского десанта «Армия возрождения России» насчитывала 5,5 тысяч бойцов с 10 орудиями и 35 пулемётами. 14 августа — 7 сентября 1920, помогая десанту генерала Улагая на Таманском полуострове, наносил удары по частям Красной армии с тыла. В сентябре 1920 его войска были оттеснены в горы и ушли в район Адлер—Сочи, откуда установили связь со штабом генерала Врангеля.
Его войска были вытеснены Красной Армией в Грузию, где интернированы. 22-23 сентября 1920 года эвакуирован с отрядом (свыше 2000 вооруженных казаков) на крейсере "Алмаз" и других судах Черноморского флота в Феодосию.
Награждён орденом Св. Николая Чудотворца.
За то, что став во главе войск, оставшихся при эвакуации нами Кубани на Кавказе, презрев явную и казавшуюся неминуемой гибель для него и для его войск, с беззаветной отвагой, искусством и самоотвержением успешно вел длительную борьбу с большевиками в неравных условиях численности, при отсутствии снабжения и крайнем недостатке вооружения и патронов, нанеся им ряд поражений с захватом трофеев, и когда положение для него и для предводимых им войск стало критическим, не желая сдаваться красным и интернироваться в Грузию, доблестно пробился на присоединение к Русской Армии.
 С октября 1920 — генерал-лейтенант, начальник Черноморско-Кубанского отряда. 17 октября 1920 отряд занял оборону на берегу Сивашского залива во время Перекопско-Чонгарской операции РККА. 8 ноября 1920 после прорыва фронта отошёл с боями в Феодосию, где отряд был погружен на транспорт «Владимир» и эвакуирован на остров Лемнос.
В эмиграции был назначен командующим Кубанским корпусом. После эвакуации в королевство сербов, хорватов и словенцев сдал командование. Работал учителем в сербских школах.
Во время Второй мировой войны отказался от сотрудничества с немцами, оба его сына (Георгий, позже погибший в бою, и Борис, ставший после войны врачом-пульмонологом) сражались в рядах Сопротивления. После занятия Белграда Советской армией несколько дней допрашивался, но был отпущен на свободу.
Проживал в Белграде. Умер в городской больнице 29 июля 1966 года, похоронен в городе Стара-Пазова.

## Награды
- Орден Святой Анны 3-й ст. (1912);
- Орден Святой Анны 4-й ст.с надписью «За храбрость»;
- Орден Святого Станислава 3-й ст. с мечами и бантом;
- Орден Святого Станислава 2-й ст. с мечами;
- Орден Святой Анны 2-й ст. с мечами;
- Орден Святого Владимира 4-й ст. с мечами и бантом (1916);
- Георгиевские кресты 4-й и 3-й ст. (1917).
- Орден Святителя Николая Чудотворца (Приказ Главнокомандующего № 3737, 14/27 октября 1920)